# Billy Brown (Schauspieler)
William „Billy“ Brown (* 30. Oktober 1970 in Inglewood, Kalifornien) ist ein US-amerikanischer Schauspieler. Bekannt wurde er vor allem durch seine Rollen aus den Serien Sons of Anarchy und How to Get Away with Murder.

## Leben und Karriere
Billy Brown stammt aus dem kalifornischen Inglewood und ist seit 1993 als Schauspieler aktiv. Seine erste Rolle übernahm er in dem Film Geronimo – Eine Legende. Zunächst folgten weitere Minirollen in Filmen, darunter in Dream Rider – Ohne fremde Hilfe, Mein Liebling, der Tyrann und Vergessene Welt: Jurassic Park. Von 2003 bis 2003 war er sporadisch als Mr. Patterson in Gingers Welt zu hören.
Neben seinen Filmauftritten ist Brown regelmäßig in Gastrolle in US-Serien zu sehen, etwa in Navy CIS, Cold Case – Kein Opfer ist je vergessen, E-Ring – Military Minds, Criminal Minds, Dirt, Southland, Californication, CSI: NY oder Legends. Weitere Filmnebenrollen verbuchte er mit Cloverfield und Star Trek.
2011 war Brown in einer Hauptrolle als Death Row Reynolds in der kurzlebigen Serie Lights Out zu sehen. Noch im selben Jahr übernahm er auch in der Serie Dexter eine wiederkehrende Rolle. Bekanntheit erlangte er vor allem durch seine Rolle als August Marks aus Sons of Anarchy, den er von 2012 bis 2014 spielte. Von 2013 bis 2014 folgte die Rolle des Archer Petit in der Serie Hostages an der Seite von Toni Collette und Dylan McDermott. Seit 2014 ist er als Nate Lahey an der Seite von Viola Davis in einer Hauptrolle in How to Get Away with Murder zu sehen. 
Neben seiner Schauspieltätigkeit leiht Brown regelmäßig Figuren aus Videospielen seine Stimme, etwa in Superman: The Man of Steel, Jet Set Radio oder Star Wars: Knights of the Old Republic II: The Sith Lords. Darüber hinaus ist er die Werbestimme in den Spots über das United States Marine Corps.

## Filmografie (Auswahl)
- 1993: Geronimo – Eine Legende (Geronimo: An American Legend)
- 1993: Dream Rider – Ohne fremde Hilfe (Dreamrider)
- 1997: Mein Liebling, der Tyrann (The Beautician and the Beast)
- 1997: Vergessene Welt: Jurassic Park (The Lost World: Jurassic Park)
- 2000–2003: Gingers Welt (As Told by Ginger, Fernsehserie, 4 Episoden, Stimme)
- 2002: Abenteuer der Familie Stachelbeere (The Wild Thornberrys Movie, Stimme)
- 2004: Navy CIS (NCIS, Fernsehserie, Episode 2x08)
- 2004, 2010: CSI: NY (Fernsehserie, 2 Episoden, verschiedene Rollen)
- 2005: Cold Case – Kein Opfer ist je vergessen (Cold Case, Fernsehserie, Episode 2x19)
- 2005: House of the Dead 2 - Dead Aim (Fernsehfilm)
- 2005–2006: E-Ring – Military Minds (Fernsehserie, 3 Episoden)
- 2006: Sleeper Cell (Fernsehserie, Episode 2x08)
- 2007–2008: Dirt (Fernsehserie, 3 Episoden)
- 2007, 2010: Criminal Minds (Fernsehserie, 2 Episoden, verschiedene Rollen)
- 2008: Cloverfield
- 2008: Lakeview Terrace
- 2009: Die Jagd zum magischen Berg (Race to Witch Mountain)
- 2009: Star Trek
- 2009: Southland (Fernsehserie, 2 Episoden)
- 2009: Californication (Fernsehserie, Episode 3x02)
- 2011: Lights Out (Fernsehserie, 11 Episoden)
- 2011–2012: Dexter (Fernsehserie, 11 Episoden)
- 2012: Law & Order: Special Victims Unit (Fernsehserie, Episode 13x12)
- 2012: Transformers Prime (Fernsehserie, Episode 2x17, Stimme)
- 2012–2014: Sons of Anarchy (Fernsehserie, 14 Episoden)
- 2013: The Following (Fernsehserie, 3 Episoden)
- 2013–2014: Hostages (Fernsehserie, 14 Episoden)
- 2014: Legends (Fernsehserie, 2 Episoden)
- 2014–2020: How to Get Away with Murder (Fernsehserie, 90 Episoden)
- 2015: Abenteuerzeit mit Finn und Jake (Adventure Time with Finn & Jake, Fernsehserie, 3 Episoden, Stimme)
- 2018: Proud Mary
- 2019: Working Man
- 2023: Adventure Time – Fionna & Cake (Fernsehserie, Episode 1x07)